# Spatula rhynchotis
Il mestolone australiano (Spatula rhynchotis (Latham, 1801)) è un uccello della famiglia degli Anatidi.

## Descrizione
Il piumaggio del maschio in abito nuziale presenta: testa grigio-verde, con una mezzaluna bianca verticale tra becco e occhi, petto bianco variegato di nero, fianchi e ventre rossicci variegati di nero, dorso grigio scuro, gli occhi sono di color giallo. La femmina ha una colorazione uniforme, è castana variegata di castano chiaro, il capo è castano chiaro a parte la fasce laterali del viso e sopra la testa che sono marroni, gli occhi sono color nocciola. Il becco allungato e largo all'estremità è a forma di spatola, di color marrone scuro-nero.
Le dimensioni vanno in media dai 46–53 cm di lunghezza, il peso medio è 650 grammi.

## Biologia

### Riproduzione
Nidifica in prossimità dell'acqua in nidi composti da piante palustri rinsecchite e piume, a volte su un ceppo o su una cavità di un albero, depone in media 7-8 uova che si schiudono dopo una cova di circa 25-26 giorni; i piccoli crescono nel giro di 45 giorni.

### Alimentazione
Prevalentemente vegetariano, si nutre di erbe, alghe e piante palustri; col grosso becco provvisto di lamelle lungo i bordi setaccia la superficie dell'acqua procurandosi il cibo come piccoli insetti e mulluschi palustri.

## Distribuzione e habitat
È diffuso nell'Australia del sud, Tasmania e Nuova Zelanda; vive nelle paludi e laghi con molta vegetazione palustre. Inoltre si può trovare occasionalmente lungo il litorale.

## Conservazione
In Australia è protetto nell'ambito del National Parks and Wildlife Act del 1974.